# Jean Marie River
Jean Marie River (en esclave : Tthek’éhdélį) est une localité située dans la région du Dehcho dans les Territoires du Nord-Ouest au Canada.

## Géographie
Elle est située à la confluence de la rivière Jean Marie avec le fleuve Mackenzie. La communauté dispose d'un petit aéroport. Les principales langues parlées au sein de la communauté sont l'esclave et l'anglais.

## Population
La majorité de la population est des membres des Premières Nations.
- 63 (recensement de 2021)
- 77 (recensement de 2016)[1]
- 64 (recensement de 2011)
- 81 (recensement de 2006)[2]
- 50 (recensement de 2001)